# 团花冬青
团花冬青（学名：Ilex glomerata）是冬青科冬青属的植物。分布于马来西亚、印度尼西亚、越南以及中国大陆的湖南、广东、广西等地，生长于海拔200米至900米的地区，多生于林缘、山地常绿阔叶林中和灌木丛中，目前已由人工引种栽培。